# Puch-d'Agenais
 Puch-d'Agenais  es una población y comuna francesa, en la región de Aquitania, departamento de Lot y Garona, en el distrito de Nérac y cantón de Damazan.

## Demografía
| 965 | 894 | 742 | 794 | 654 | 651 |
| Para los censos de 1962 a 1999 la población legal corresponde a la población sin duplicidades (Fuente: INSEE [Consultar]) |     |     |     |     |     |